# Sokolovské náměstí

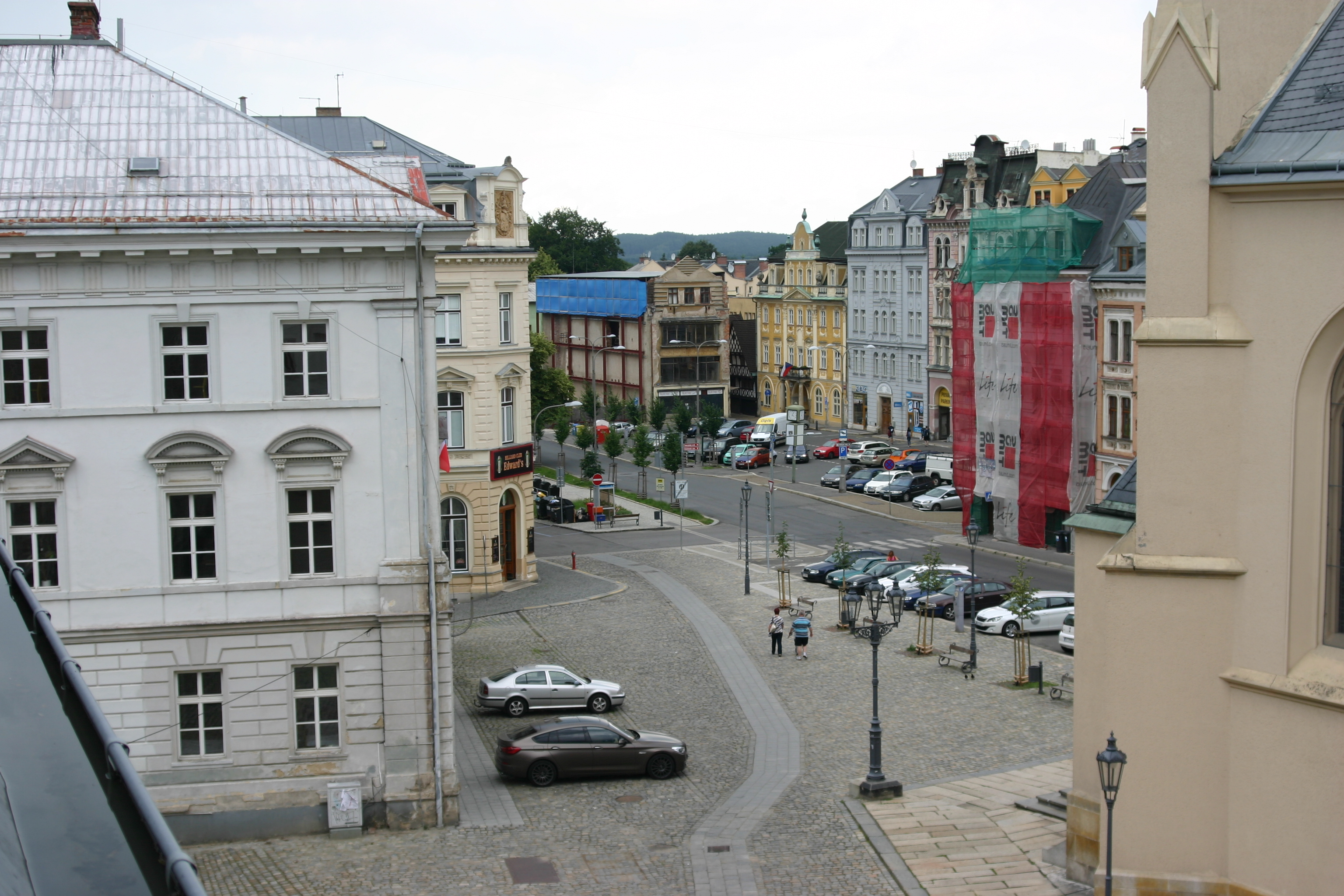
Sokolovplatz (2016)

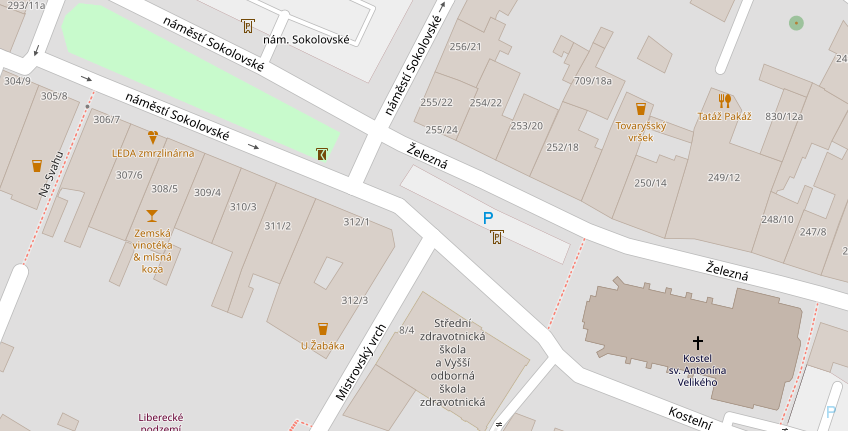
Plan des Sokolovplatzes

Der Sokolovské náměstí (deutsch: Sokolov-Platz) ist ein Platz in der tschechischen Stadt Liberec (deutsch: Reichenberg).

## Geschichte
Der Platz entstand in den Jahren 1631 und 1632, als der Stadthauptmann Joachim Jung von Jungenfels auf Befehl vom 31. Dezember 1630 „21 Giebelhäuser“ anlegte, als Teil des neuen Stadtviertels Reichenberger Neustadt. Er lag im Zentrum des neuen Viertels und bildete einen zweiten Stadtmittelpunkt von Liberec. Zunächst erhielt er den Namen Neustädter Platz.

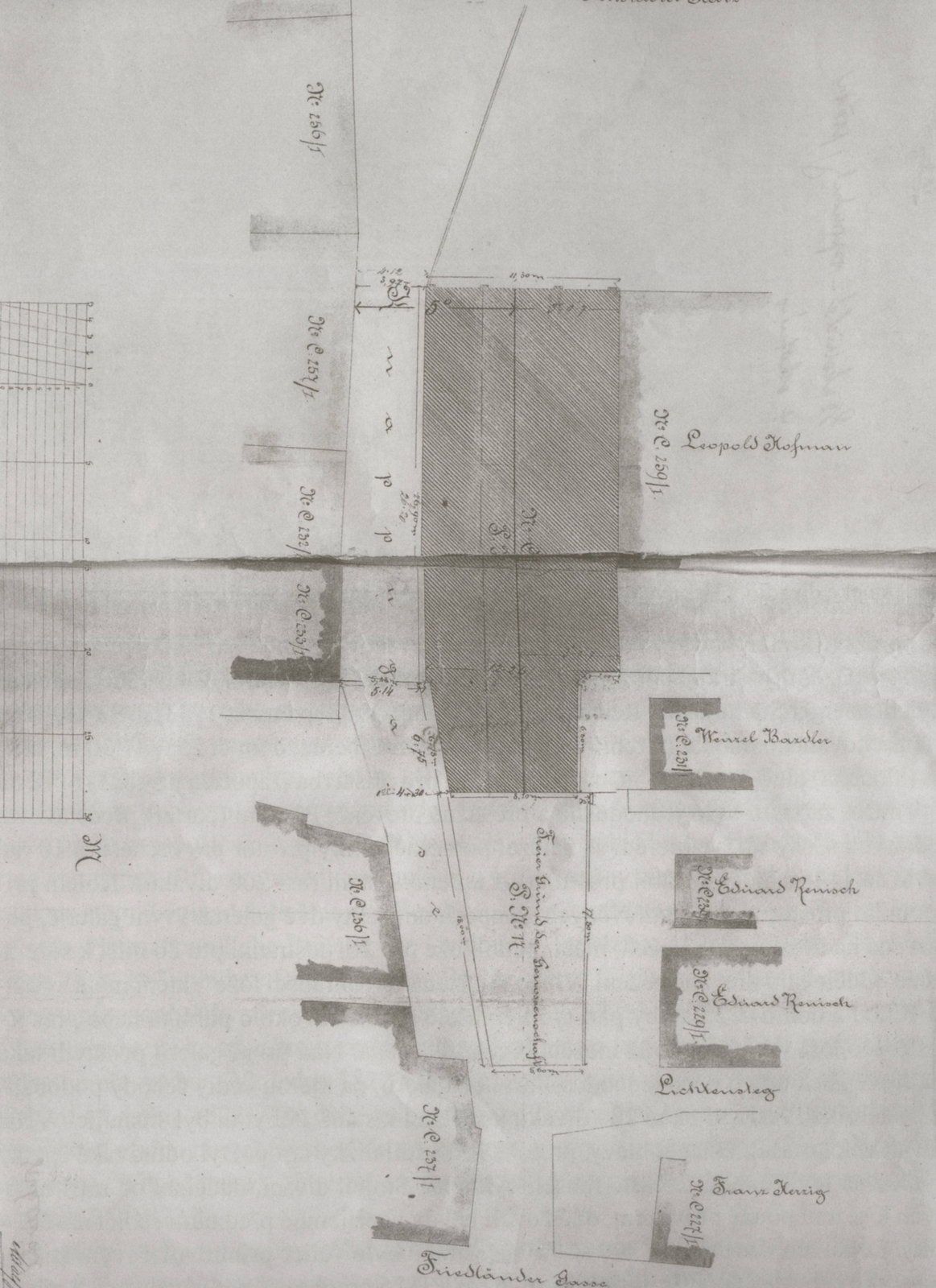
Skizze des Platzes vor der Kirche aus der zweiten Hälfte des 19. Jahrhunderts

So hieß der Platz auch 1871 noch, die Straße quer vor der Kirche hieß Friedländer Gasse, eine Straße Richtung Süden Lichtensteg. Knappenberg (Tovaryšský vrch), die einstige Straße um die Kirche, führt inzwischen Richtung Norden. Der Platz vor der Kirche wurde in der Skizze schlicht Freier Grund der Genossenschaft genannt, die Häuser mit der Adresse Neustädter Platz (auf dem Plan nicht zu sehen) lagen hinter der Friedländer Gasse.
Namensgeschichte
| Name                 | Zeitraum  |
| -------------------- | --------- |
| Neustädter Platz     | 1858–1878 |
| Bismarckplatz        | 1879–1910 |
| Neustädter Platz     | 1914–1923 |
| Masarykplatz         | 1934–1938 |
| Bismarckplatz        | 1938–1940 |
| T. G. Masaryka       | 1945      |
| Sokolovské (náměstí) | 1948–1989 |
| Sokolovské (náměstí) | heute     |

Der Name des Neustädter Platzes änderte sich im Laufe der Jahrhunderte mehrmals über Bismarckplatz, Masarykplatz und Neustädter Platz zum heutigen Namen Sokolov-Platz. Die Umbenennung in Masarykplatz erfolgte am 7. März 1934, dem 84. Geburtstag Masaryks. Otto von Bismarck und Tomáš Garrigue Masaryk waren an der Gründung des Deutschen Reiches bzw. der Tschechoslowakei beteiligt. Sokolov (deutsch: Falkenau) ist wie Liberec eine der ehemals deutschsprachigen, sudetendeutschen Städte in Tschechien.
Wallensteinhäuser
In der westlich vom Platz wegführenden Windgasse (Větrná ulička) befinden sich noch wenige der zeitgenössischen, aber sichtbar renovierten Wallensteinhäuser aus dem Zeitraum von 1678–1681.
Mariensäule und Kirche

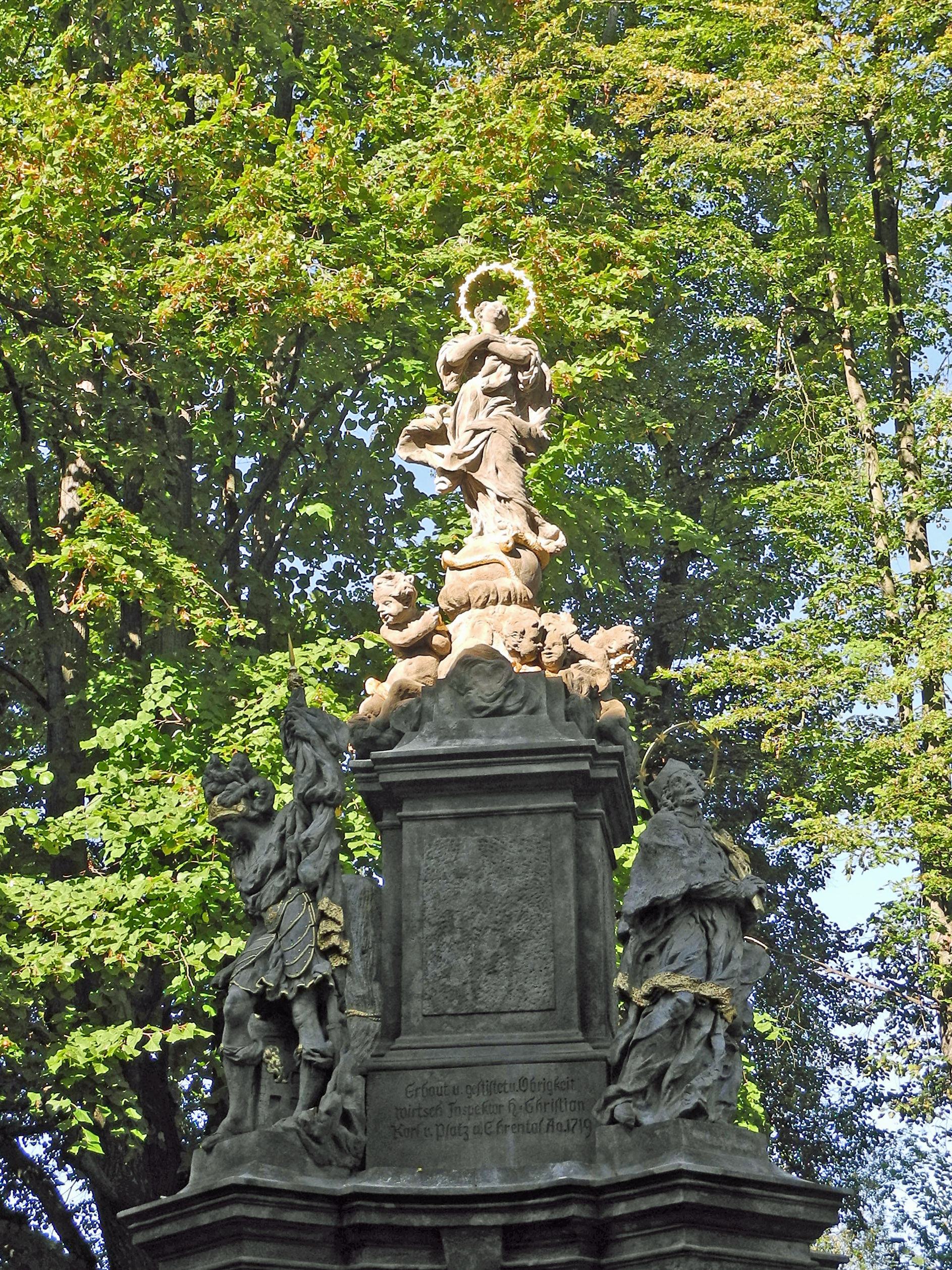
Mariensäule am heutigen Standort

In der Mitte des Platzes stand einmal eine im Jahr 1719 von Christian Karl von Platz und Ehrental erbaute und gestiftete Marienstatue, die aber vor dem Jahr 1902 zur Kreuzkirche überstellt wurde. Von Anfang an befindet sich östlich die Antoniuskirche.
Heiliges Grab (Nachbau)
Zum Jahr 1772 wurde im Areal nahe der Kirche von Andreas Joseph Wondrak ein Nachbau des Heiligen Grabes errichtet, welches der damalige Dekan am 8. September 1772, dem Fest Mariä Geburt, weihte. 1865 verlegte man es zur Heilig-Kreuz-Kirche. Irrtümlicherweise steht seit der Restaurierung im Jahr 1986 auf der Vorderseite der Heilig-Grab-Kapelle das Jahr 1722, was später unter anderem aus denkmalschutztechnischen Gründen auch nicht korrigiert wurde.
Altes Tuchmachertheater
Am 15. Oktober 1820 wurde nordöstlich des Platzes ein Theater eröffnet. Den Bau hatte die Tuchmacherzunft am 19. Dezember des Vorjahres beschlossen, die Bauarbeiten begannen im März 1820. Es fasste etwa 760 Zuschauer. Am 23. April 1879 brach am Theater aus ungeklärter Ursache ein Feuer aus, infolgedessen das Theater mit hölzerner Innenausstattung abbrannte. Daraufhin wurde andernorts das F. X. Šalda-Theater gebaut.
Röhrbrunnen
Vor 1844 bis ins 20. Jahrhundert stand südwestlich ein Röhrbrunnen.
Umgebende Straßen
Nördlich und südlich des Areals vor der Kirche verlaufen die Straßen Kostelní (deutsch: Kirche) bzw. Železná („eiserne“ [Straße]), während die Straße die den westlichen Hauptteil des Platzes umgibt, den Namen des Platzes (náměstí Sokolovské) hat.

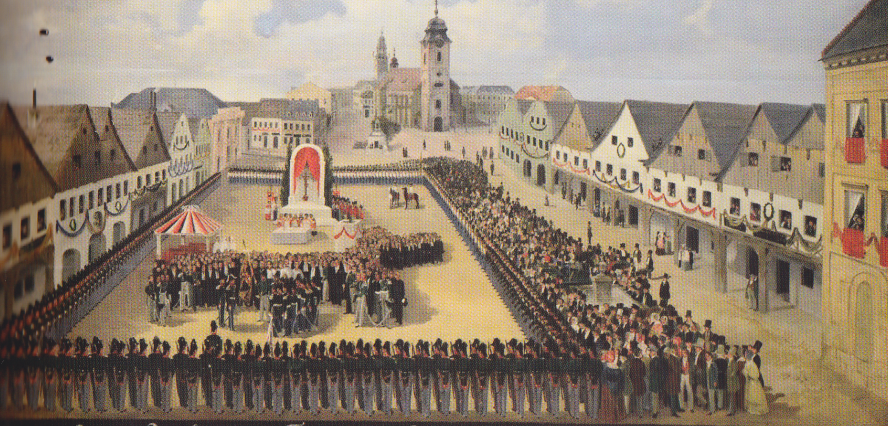
Heilig-Grab-Kapelle, Tuchmachertheater und Antoniuskirche im Hintergrund (1844)
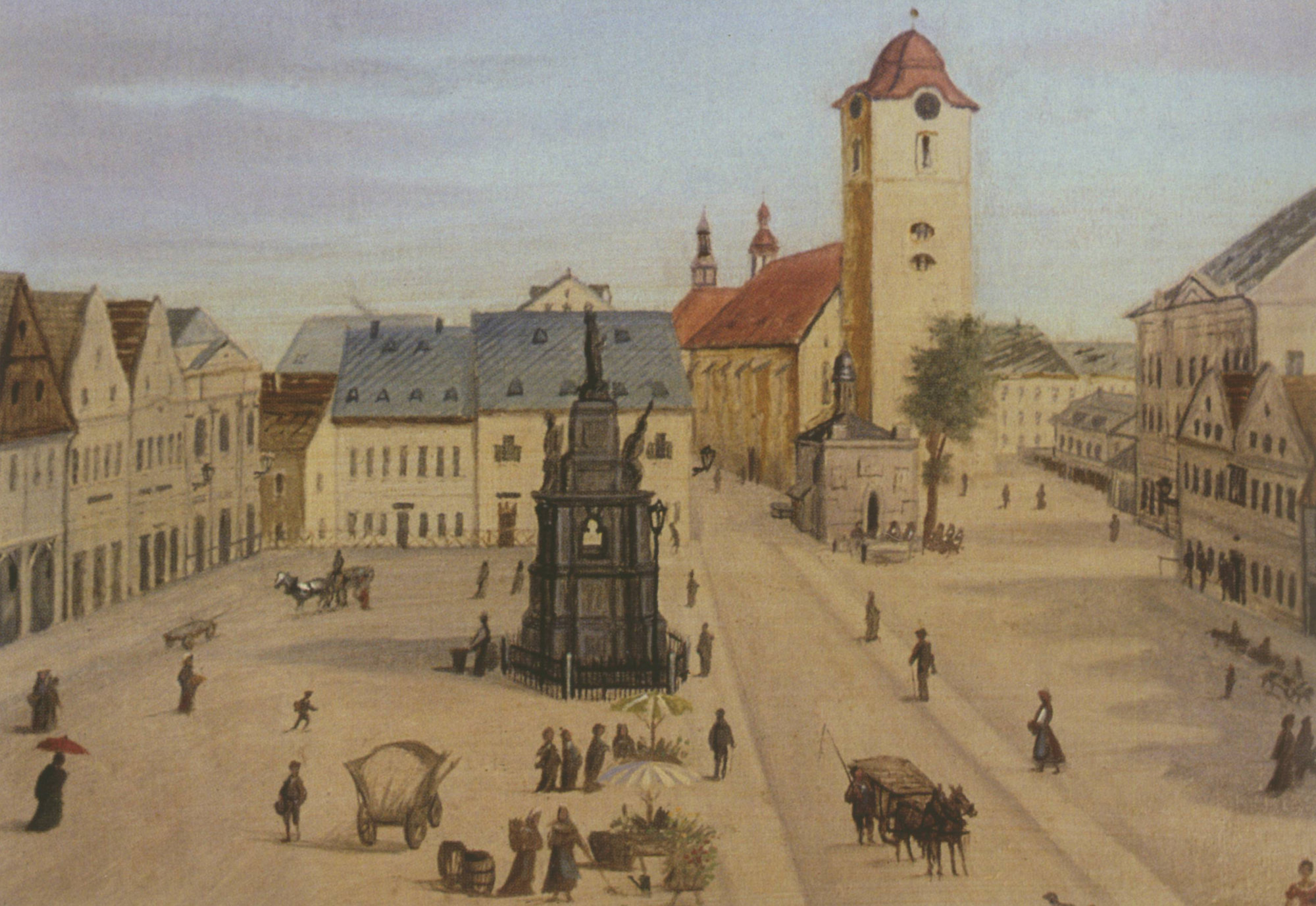
mit Marienstatue im Zentrum (zwischen 1820 und 1865)
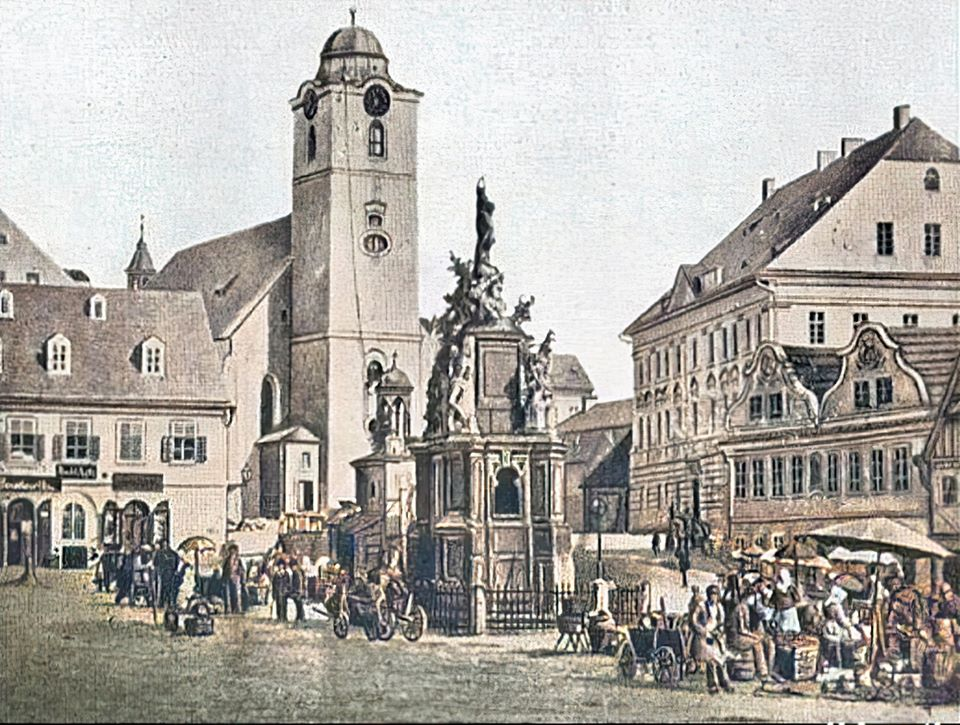
Marienstatue im Vordergrund
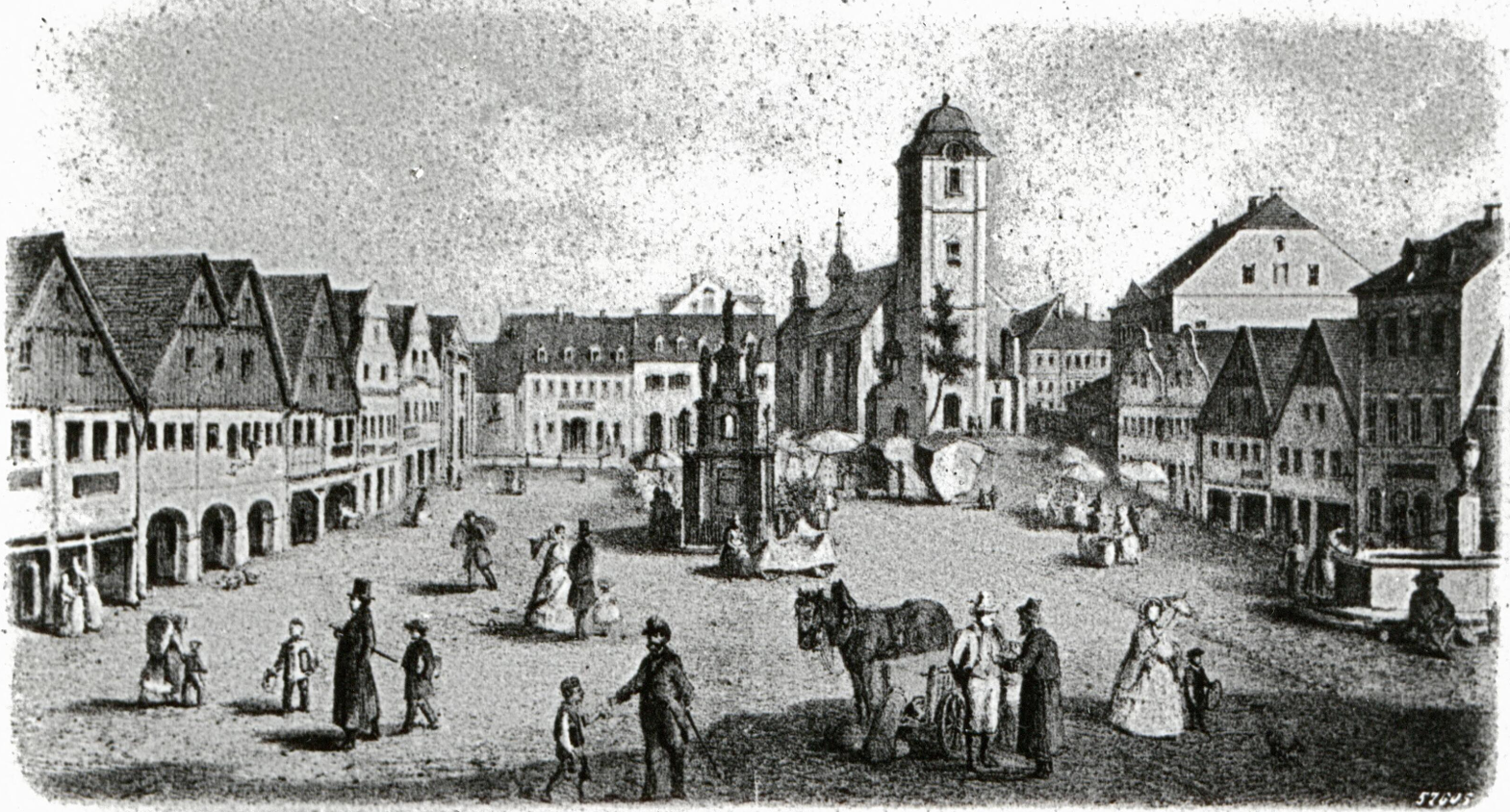
1861
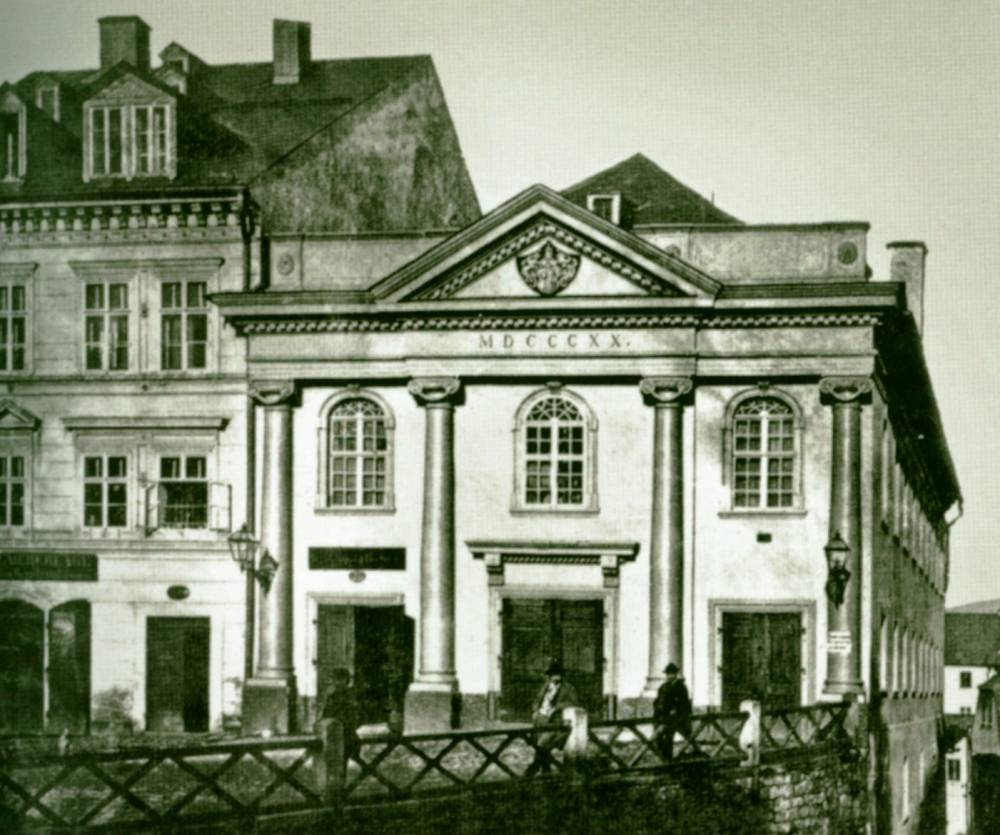
Altes Tuchmachertheater (1820–1879)
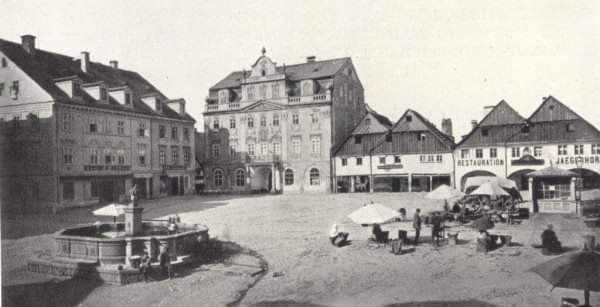
Fotografie; (nördliche) Wallensteinhäuser im Hintergrund (um 1850)
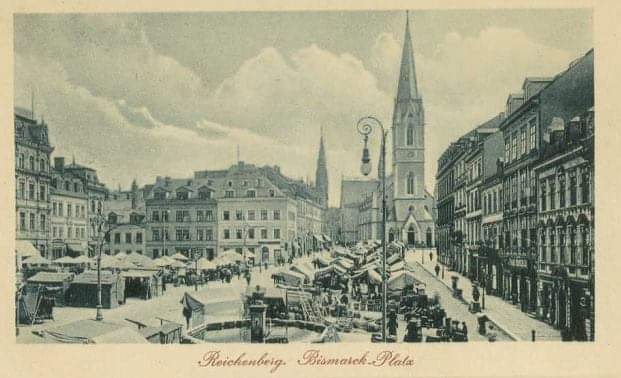
Fotografie mit Röhrbrunnen im Vordergrund (1900)
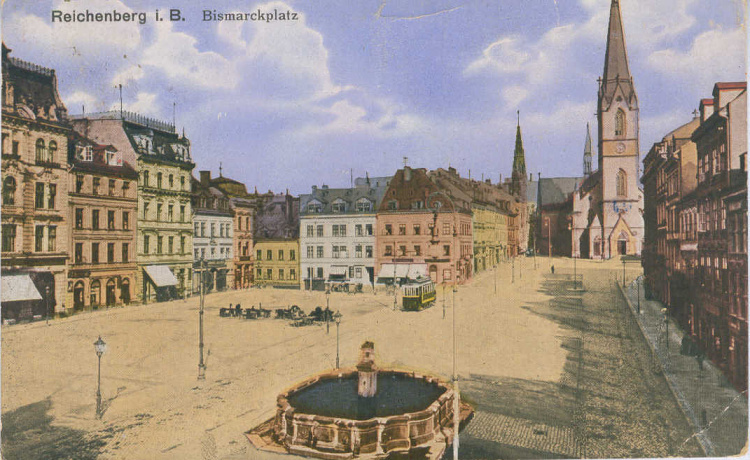
Ohne Marienstatue und Heilig-Grab-Kapelle, und mit erneuertem Kirchturm (nach 1880)
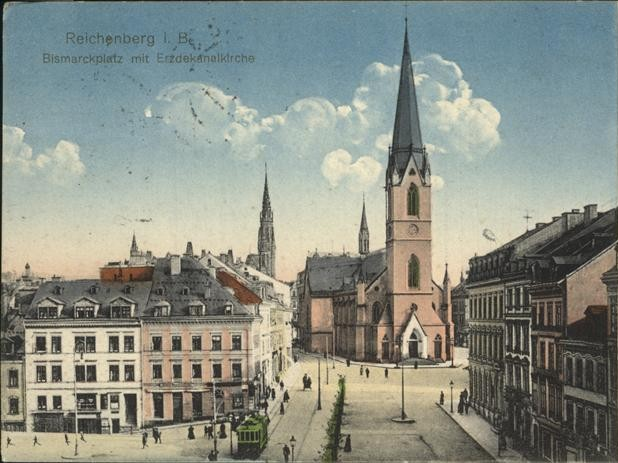
nach 1880
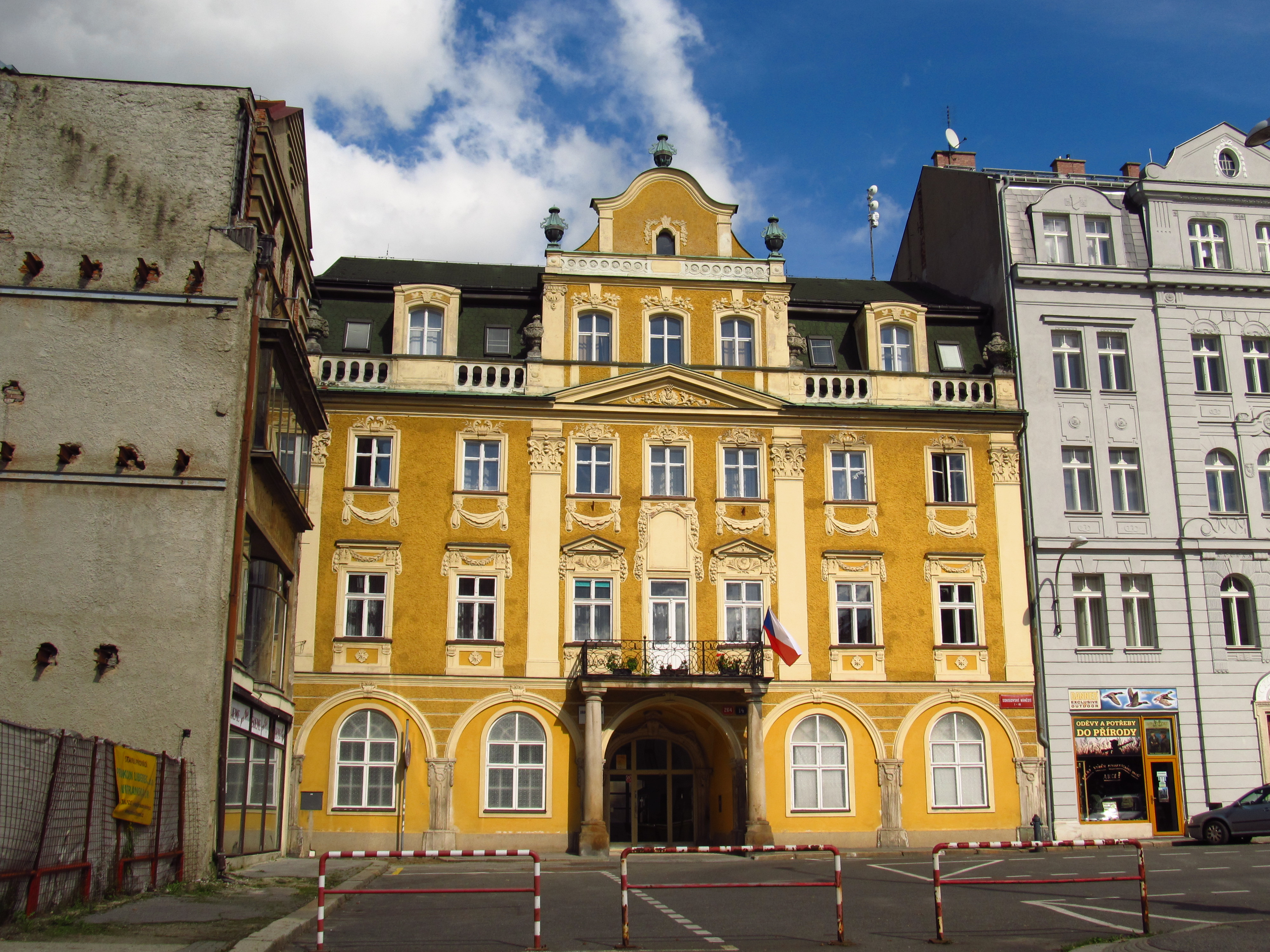
Appelts Haus (heute Industrieschule für Bauingenieurwesen; nordwestlich)
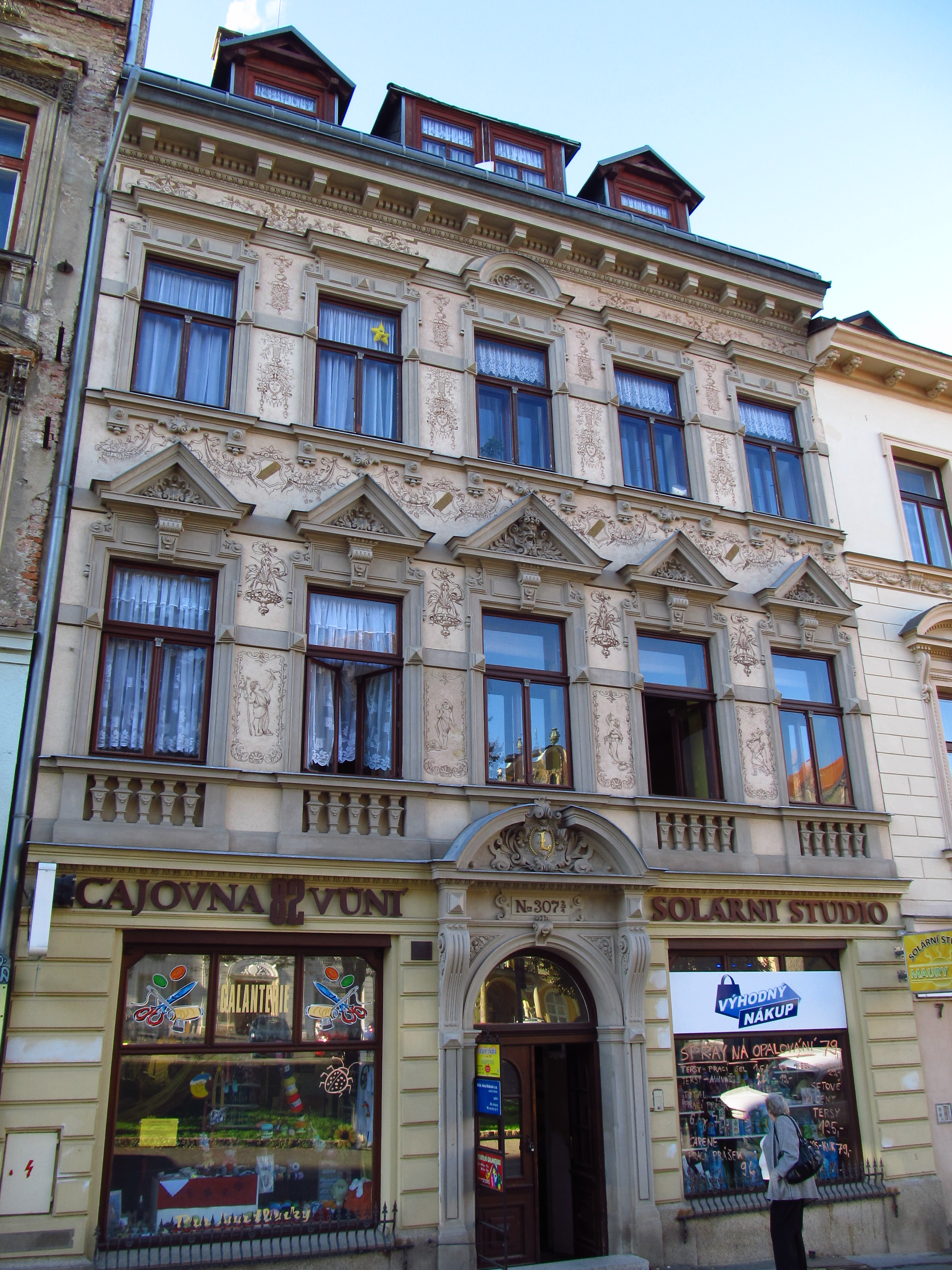
im 19. Jahrhundert errichtetes und mehrmals umgebautes Bürgerhaus (südlich, zentral)
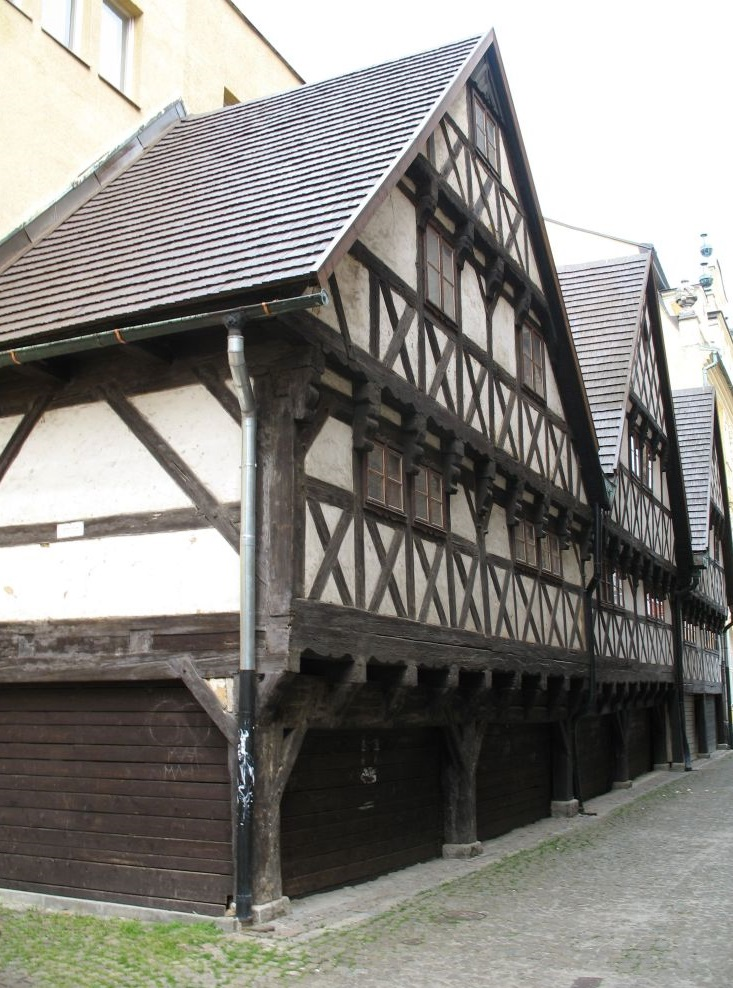
Wallensteinhäuser in der westlichen, vom Platz wegführenden Windgasse